# コスモス2251号
コスモス2251号 （露:Космос-2251） とはロシア連邦が打ち上げたストレラ2M型軍事通信衛星である。52機製造された同型式のうち、51番目に製造された。
1993年6月16日4時20分(UTC)にプレセツク宇宙基地からコスモス3Mロケットで打ち上げられた。1990年代末には運用を終了していたが、2009年2月11日16時55分(UTC)、北シベリア上空約790kmでイリジウム社の運用する通信衛星イリジウム33と衝突し、500個以上のスペースデブリを発生させた。これは人工衛星同士の非意図的な衝突としては世界初のものである。